# 南大分駅
南大分駅（みなみおおいたえき）は、大分県大分市永興（りょうご）三丁目にある、九州旅客鉄道（JR九州）久大本線の駅である。

## 歴史
- 1915年（大正4年）10月30日：大湯鉄道の永興停留場（りょうごていりゅうじょう）として開業[3]。
- 1916年（大正5年）11月15日：交換設備を増設して停車場化[要出典]。
- 1922年（大正11年）12月1日：停留場から駅に昇格。また、大湯鉄道の国有化により[4]、鉄道省の駅となる。
- 1925年（大正14年）12月1日：南大分駅に改称[2]。
- 1971年（昭和46年）2月20日：貨物の取り扱いを廃止[5]。業務委託駅となる[6]。
- 1984年（昭和59年）2月1日：荷物扱い廃止[5]。
- 1987年（昭和62年）4月1日：国鉄分割民営化に伴い、九州旅客鉄道（JR九州）の駅となる[7]。
- 1993年（平成5年）3月27日：コンビニ一体駅舎に改築[8]。
- 2008年（平成20年）3月15日：ダイヤ改正により、以前は通過扱いだった臨時列車のTORO-Qが停車[要出典]。
- 2009年（平成21年）11月29日：車輌老朽化によりTORO-Qが廃止[9]。
- 2012年（平成24年）12月1日：ICカード「SUGOCA」の利用が可能となる[10]。
- 2022年（令和4年）3月11日：この日をもってみどりの窓口が営業を終了。
- 2023年（令和5年）10月1日：JR九州サービスサポートによる業務委託駅から[11]九州旅客鉄道本体による直営駅へと変更される[12]。

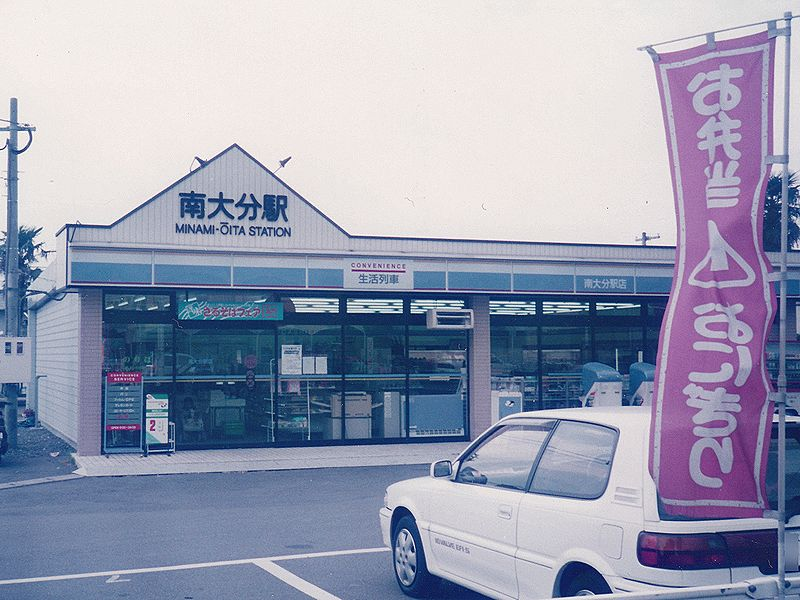
かつて駅舎に併設していたコンビニ（店名は「生活列車」）
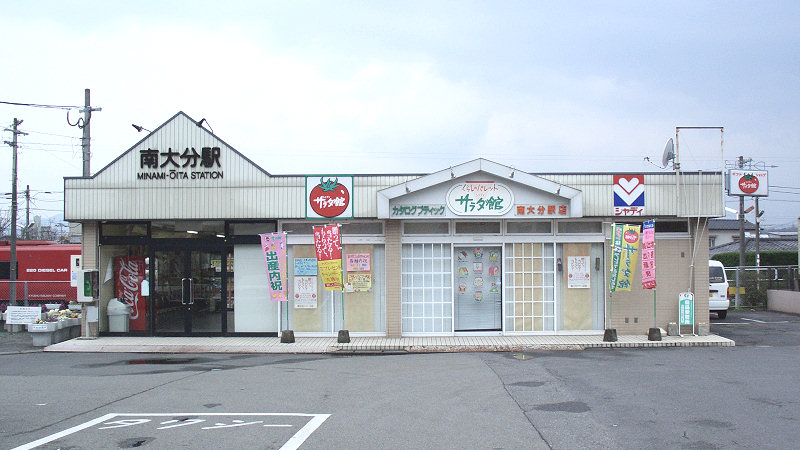
かつて駅舎に併設していたサラダ館
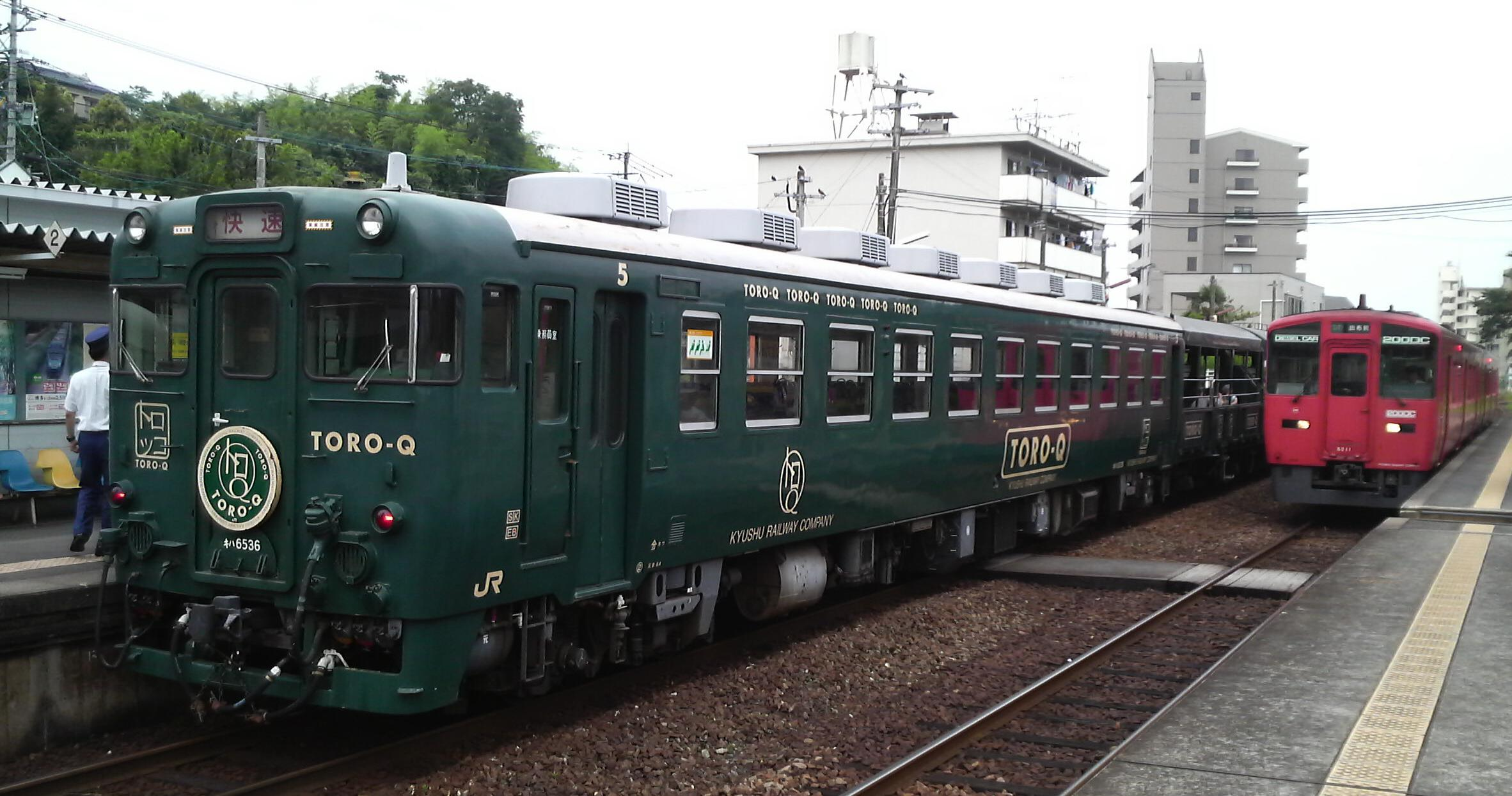
普通列車のほか、トロッコ列車も停車した（2008年7月）

## 駅構造
相対式ホーム2面2線を有する地上駅。互いのホームは構内踏切で連絡している。
駅舎には新聞販売店（朝日新聞）が併設されている。かつてはコンビニエンスストア「生活列車」を併設しており、店内に改札口や待合室があるタイプとしては全国初であった。コンビニが閉店した後はギフトショップ「シャディサラダ館」を経て朝日新聞の販売店になっている。
JR九州本体が駅業務を受託する直営駅で、きっぷうりばが設置されている。ICカードSUGOCAは出入場とチャージのみ対応。

### のりば
| のりば | 路線      | 方向 | 行先       |
| ------ | --------- | ---- | ---------- |
| 1      | ■久大本線 | 下り | 大分方面   |
| 2      | ■久大本線 | 上り | 由布院方面 |

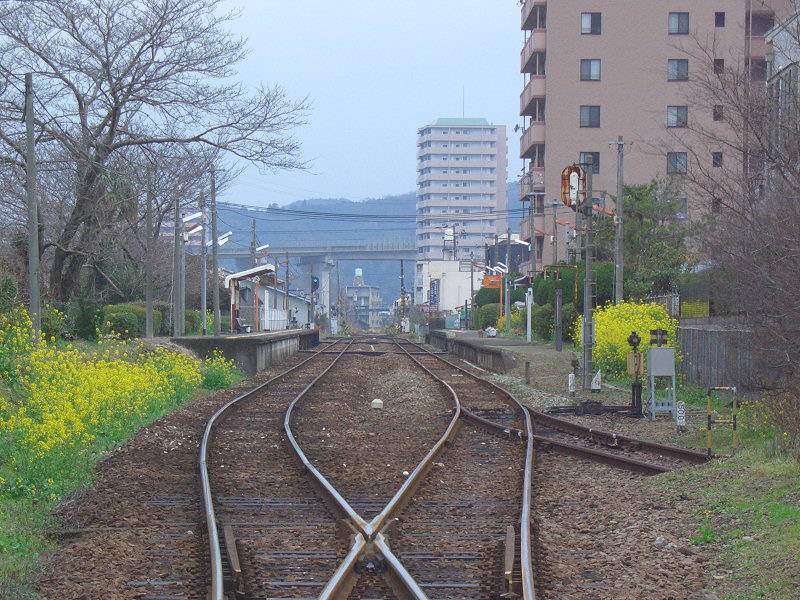
構内（2007年3月）
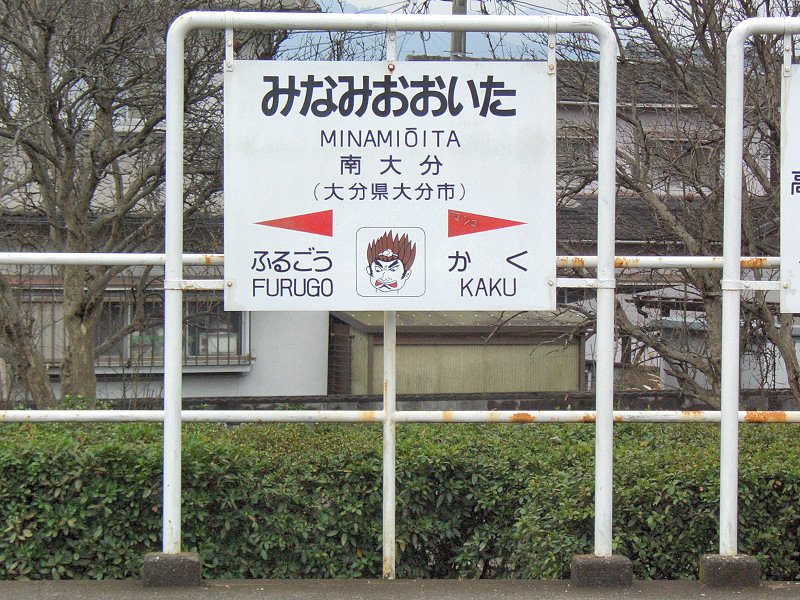
高瀬石仏をイメージしたイラストが描かれた駅名標（2007年3月）

## 利用状況
1965年（昭和40年）度には乗車人員が295,304人（定期外：28,166人、定期：267,138人）、降車人員が296,192人で、手荷物（発送：389個、到着：683個）や小荷物（発送：2,429個、到着：3,953個）も取扱っていた。
2015年（平成27年）度の乗車人員は203,296人（定期外：57,267人、定期：146,029人）、降車人員は200,583人であった。
※1日平均乗車人員の数値は各年度版「大分県統計年鑑」による年間乗車人員の値を各年度の日数で割った値。
| 年度               | 年間 乗車人員 | 定期外 乗車人員 | 定期 乗車人員 | 一日平均 乗車人員 | 年間 降車人員 | 出典              |
| ------------------ | ------------- | --------------- | ------------- | ----------------- | ------------- | ----------------- |
| 1965年（昭和40年） | 295,304       | 28,166          | 267,138       | -                 | 296,192       | [ 15 ]            |
| -                  | -             | -               | -             | -                 | -             | -                 |
| 1990年（平成2年）  | 184,245       | 53,144          | 131,101       | -                 | 193,647       | [ 17 ]            |
| 1991年（平成3年）  | 190,627       | 60,366          | 130,261       | -                 | 199,505       | [ 18 ]            |
| 1992年（平成4年）  | 177,866       | 58,762          | 119,104       | -                 | 183,608       | [ 19 ]            |
| 1993年（平成5年）  | 106,209       | 49,780          | 56,429        | -                 | 153,828       | [ 20 ]            |
| 1994年（平成6年）  | 202,499       | 76,282          | 126,217       | -                 | 197,270       | [ 21 ]            |
| 1995年（平成7年）  | 203,224       | 80,277          | 122,947       | -                 | 201,894       | [ 22 ]            |
| 1996年（平成8年）  | 206,861       | 79,475          | 127,386       | -                 | 206,229       | [ 23 ]            |
| 1997年（平成9年）  | 191,636       | 71,227          | 120,409       | -                 | 193,656       | [ 24 ]            |
| 1998年（平成10年） | 185,893       | 65,789          | 120,104       | -                 | 186,968       | [ 25 ]            |
| 1999年（平成11年） | 167,920       | 61,567          | 106,353       | -                 | 166,005       | [ 26 ]            |
| 2000年（平成12年） | 156,624       | 59,276          | 97,348        | 429               | 154,254       | [ 27 ]            |
| 2001年（平成13年） | 174,784       | 59,702          | 115,082       | 479               | 170,636       | [ 28 ]            |
| 2002年（平成14年） | 181,613       | 56,406          | 125,207       | 498               | 180,641       | [ 29 ]            |
| 2003年（平成15年） | 185,819       | 56,240          | 129,579       | 509               | 181,096       | [ 30 ]            |
| 2004年（平成16年） | 184,889       | 54,883          | 130,006       | 507               | 181,498       | [ 31 ]            |
| 2005年（平成17年） | 194,574       | 55,346          | 139,228       | 533               | 190,096       | [ 32 ]            |
| 2006年（平成18年） | 198,866       | 55,304          | 143,562       | 545               | 198,153       | [ 33 ]            |
| 2007年（平成19年） | 192,812       | 53,596          | 139,216       | 527               | 191,557       | [ 34 ]            |
| 2008年（平成20年） | 180,349       | 50,319          | 130,030       | 492               | 181,486       | [ 35 ]            |
| 2009年（平成21年） | 169,165       | 46,341          | 122,824       | 463               | 168,419       | [ 36 ] [ 注釈 1 ] |
| 2010年（平成22年） | 173,845       | 46,546          | 127,299       | 476               | 172,389       | [ 38 ] [ 注釈 1 ] |
| 2011年（平成23年） | 182,298       | 50,134          | 132,164       | 498               | 177,700       | [ 39 ] [ 注釈 1 ] |
| 2012年（平成24年） | 177,900       | 49,150          | 128,750       | 487               | 175,544       | [ 40 ] [ 注釈 1 ] |
| 2013年（平成25年） | 191,984       | 51,185          | 140,799       | 526               | 189,367       | [ 41 ] [ 注釈 1 ] |
| 2014年（平成26年） | 178,167       | 49,136          | 129,031       | 488               | 176,944       | [ 42 ] [ 注釈 1 ] |
| 2015年（平成27年） | 203,296       | 57,267          | 146,029       | 555               | 200,583       | [ 16 ] [ 注釈 1 ] |
| 2016年（平成28年） | -             | -               | -             | 556               | -             | [ 43 ]            |
| 2017年（平成29年） | -             | -               | -             | 547               | -             | [ 44 ]            |
| 2018年（平成30年） | -             | -               | -             | 548               | -             | [ 45 ]            |
| 2019年（令和元年） | -             | -               | -             | 540               | -             | [ 46 ]            |
| 2020年（令和02年） | -             | -               | -             | 476               | -             | [ 47 ]            |

## 駅周辺
かつて、駅周辺は田んぼが広がっていた。現在では、駅の北には団地（城南団地）、南側には大石町などといった住宅地が広がっている。
- 大分市立南大分小学校
- 大分市立南大分中学校
- 大分市立城南小学校
- 大分市立荏隈小学校
- 大分市立城南中学校
- 福徳学院高等学校
- 国道442号
- 大分市情報学習センター（旧:大分市視聴覚センター）
- 大分荏隈郵便局
- 大分永興郵便局
- 大分刑務所

## 隣の駅
九州旅客鉄道（JR九州）
■久大本線
賀来駅 - 南大分駅 - 古国府駅